# Автосервиз
Автосервиз е място за ремонт и поддръжка на автомобили. Сервизите в зависимост от големината си могат да се състоят от различни части: бояджийна – за извършване на бояджийски работи, тенекеджийна част – за механично изправяне на увредени места по автомобилите, монтьорска част – ремонт на ходова част и двигатели.
Автосервизите биват специализирани и неспециализирани. Специализираните сервизи могат да бъдат само за леки и лекотоварни автомобили или само за тежкотоварни автомобили. Съществуват и сервизи в някои държави като САЩ например, които специализират в дадени марки автомобили, като например Мерцедес, БМВ и т.н.